# 謝瀛春

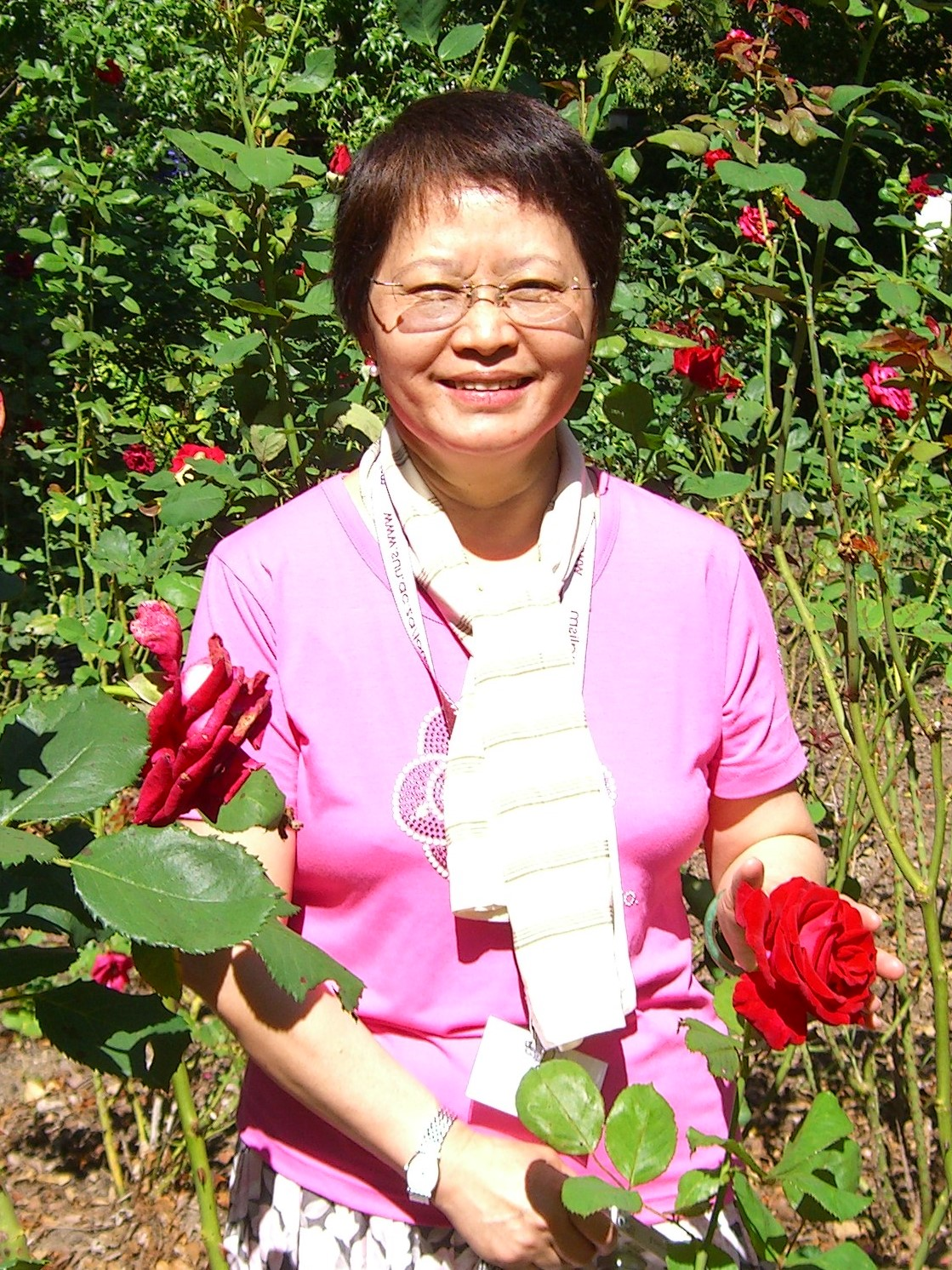
謝瀛春教授

謝瀛春（1951年—2013年1月16日），台灣女性傳播學者、科普編輯。美國伊利諾大學香檳校區傳播博士，曾任《科學月刊》執行編輯、總編輯，國立政治大學新聞系教授。曾因核能科技普及的貢獻，於2004年獲頒全球核能婦女會獎（WiN Award），為該獎項的第八位得獎者、第一位得獎的台灣人。

## 生平
謝瀛春1951年11月21日生於台灣桃園，祖籍湖南寧鄉。1974年畢業於政大新聞系，1976年取得政大新聞所碩士學位後，赴美國伊利諾大學攻讀傳播博士學位。1984年取得博士學位，回到母校政治大學任教於新聞系。
1976年6月起謝瀛春加入《科學月刊》擔任執行編輯，從此與「科學研究報導」結下不解之緣。1978年5月起改任總編輯，1978年7月因出國留學離職。直到1984年10月，在科學月刊社當時的社長社長周成功邀請下，再度入社擔任社務委員及副總編輯，並於次年1985年又回任《科學月刊》總編輯，直到1988年。因為她善於使用淺顯易懂的文字，傳播核能與科技的知識，讓民眾深入了解核能；於是在1994年獲得核能界女性最高榮譽「全球核能婦女獎（WINAWARD）」。
2013年1月16日，因癌症病逝於慈濟醫院，享年62歲。終身奉獻於教育工作的她，身後將遺體捐贈輔仁大學醫學院，當大體老師。

## 學術研究貢獻
謝瀛春就讀北一女中時期即對科學產生興趣，隨後就讀政治大學攻讀新聞系，畢業後正式踏入科學傳播研究領域。除了碩、博士論文都以科學傳播為主題，她更親自投身大眾傳播教育。從1984年自美國伊利諾大學香檳校區取得博士學位後，她便返台在母校政治大學新聞英文、採訪寫作等普遍傳播領域課程，同時也兼授自然科學概論、科學傳播專業知識。
謝瀛春在他的論文研究中指出「自臺灣光復（1945年）迄今，臺灣的傳媒機構很少重視科普；僅是隨新聞事件涉及科學者才報導，很少規劃長期系列的科學報導……傳媒不關心科普之癥結主要在傳媒教育及科學教育。」
除了看見她對於科學普及的熱誠，也在論文中具體的提出科學傳播的研究內涵可分為五項分類，這是在中外文獻中首創的觀點。
1. 科學與媒介－側重於二者的哲學基礎、實際表現及彼此關係（如影響科學傳播效果）的探討。
2. 科學作者（包括科學新聞記者）：探討其背景、訓練、工作表現、對科學之認知等問題。
3. 科學寫作（包括對一般讀者及具科技專業知識的讀者）：嚴格而言，應分為通俗科學寫作及技術寫作，探討寫作技巧之磨練及科學或技術知識之表達等。
4. 科學消息之傳播：側重於以傳播理論的觀點，探討有效的科學消息之流傳，包括消息內容及來源、傳播通道、傳播媒介、閱聽人以及效果評估等。
5. 科學家：側重於科學家的人文精神、習性、傳播能力（溝通技巧）及科學界次文化等的了解[3]。

## 科學普及貢獻
科學界領域對非專業者而言通常難以理解，謝瀛春因高中時期開始對科學產生興趣，雖然大學與出國留學是攻讀新聞與大眾傳播專業，不過出社會後用其專業去報導喜愛的科學，樹立了台灣科學報導的精神與方法，尤以淺顯易懂的方式去報導科學最為人所知。
謝瀛春兩度為《科學月刊》服務，總共約六年；也在周成功創辦的《科技報導》工作過。在科學月刊期間，就她特殊的新聞學專業背景，規畫出「每月針對一個主題深入採訪並寫成報導」的方式，以淺顯易懂的文字傳播科技知識。在當時的科普界，是少數以文科背景擔任科普作家的特例。而後更以非核能工作者的立場，致力於傳播核能知識與科技，改變民眾對於核能的認知，因此在2004年獲得核能界女性最高榮譽「全球核能婦女獎（WINAWARD）」。
1988年的7月，《科學月刊》刊出「科學傳播」專輯為其在該月刊的結束作品。